# Tommy Seymour
Thomas Samuel Fenwick Seymour (Nashville, 1 de julio de 1988) fue un jugador escocés de rugby nacido en Estados Unidos que se desempeñó como Wing, y fue internacional por Escocia. Desde la temporada 2011/2012 jugó para los Glasgow Warriors en el Pro14 habiendo representado previamente a Ulster.
Jugó dos copas del mundo con la selección escocesa y la gira de los leones británico irlandeses de 2017 por Nueva zelanda.

## Carrera
El 24 de octubre de 2012 fue escogido para el equipo nacional de Escocia para los tests de fin de año. En noviembre de 2014 anotó dos ensayos a partir de intercepciones contra Argentina y Nueva Zelanda y lo siguió con otro ensayo contra Tonga. 
Fue seleccionado para formar parte del equipo escocés en la Copa Mundial de Rugby de 2015. En su estreno, contra Japón, anotó un ensayo en la segunda parte, contribuyendo así a la victoria de su equipo 10-45. El siguiente partido fue una derrota frente a Sudáfrica, que les sustituyó así a la cabeza del grupo, pero en el minuto 48, Seymour logró el único ensayo del partido para Escocia, tras un contragolpe de Duncan Weir, que interceptó un pase e hizo una destacada carrera, siendo uno de los ensayos más destacados de esta fase del mundial; con la conversión de Greig David Laidlaw, Escocia se puso 20-13. Finalmente, Seymour anotó otro ensayo en la victoria de su equipo sobre Samoa 33-36. Tommy Seymour anotó un ensayo en cuartos de final, en que fueron derrotados por Australia 35-34.
En abril de 2021 anunció su retirada del rugby profesional. 